# Искрен Арабаджиев
Искрен Арабаджиев е български политик от политическа партия „Продължаваме Промяната“ и народен представител в XLVII народно събрание и в XLVIII народно събрание, избран в 11 МИР Ловеч.

## Биография
Искрен Арабаджиев е роден на 14 юли 1991 г. в гр. Ловеч, България. Завършва Профилирана езикова гимназия „Екзарх Йосиф I“ в родния си град с немски език. Арабаджиев завършва бакалавър по специалност „Икономика“ в Софийския университет. Магистърската си степен придобива също в Софийския университет със специалност „Счетоводство и одит“. Професионалния си път Искрен Арабаджиев стартира в Национална агенция по приходите, след което продължава да придобива опит по специалността си в частния сектор като данъчен консултат в PwC Bulgaria и финансов анализатор в Coca Cola European Partners. След местните избори през октомври 2019 г. се присъединява към ръководството на Столична община – район „Студентски“ като заместник-кмет, издигнат и представляващ "Демократична България“
Интересът му към обществено-политическия живот започва още от студентските му години като е бил два мандата член на Студентски съвет. Включва се активно в събития от различен характер, чиято цел е подобряването на средата на живот.

### Парламентарни избори 2021 г.
На парламентарните избори през ноември 2021 г. е кандидат за народен представител в листата на „Продължаваме Промяната“ от 11 МИР Ловеч, откъдето впоследствие е избран.
При разпределението на членовете на постоянните комисии в Народното събрание, Арабаджиев е избран за председател на Комисията по труда, социалната и демографската политика и член на Комисията по превенция и противодействие на корупцията.

### Парламентарни избори 2022 г.
На парламентарните избори през октомври 2022 г. е водач на листата за народни представители на „Продължаваме Промяната“ в 11 МИР Ловеч, откъдето впоследствие е избран.

### Личен живот
Женен е и има син и дъщеря.